# Casa di bambola (film 1973 Losey)
Casa di bambola (A Doll's House) è un film del 1973 diretto da Joseph Losey, tratto dall'omonimo dramma di Henrik Ibsen. È stato proiettato al Festival di Cannes 1973 (fuori concorso) e al New York Film Festival 1973 ed è stato trasmesso dalla rete statunitense ABC il 23 dicembre 1973.